# Walker (TV-serie)
Walker är en amerikansk kriminal- och dramaserie vars första säsong hade premiär den 21 januari 2021. Seriens tredje säsong hade premiär den 6 oktober 2023, och har blivit förnyad med en fjärde säsong. Serien är skapad av Anna Fricke, som också medverkat i manusskrivandet. Serien är baserad på TV-serien Walker, Texas Ranger.

## Handling
Serien kretsar kring änklingen och tvåbarnspappan Cordell Walker som återvänder hem till Austin efter att ha varit undercover i två år. Väl där upptäcker han att det mycket arbeta att utföra även på hemmaplan.

## Rollista i urval
- Jared Padalecki - Cordell Walker
  - Mason Thames - Walker, som ung
- Lindsey Morgan - Micki Ramirez
- Molly Hagan - Abeline Walker
- Keegan Allen - Liam Walker
- Violet Brinson - Stella Walker
- Kale Culley - August "Auggie" Walker
- Coby Bell - Larry Samuel James
- Jeff Pierre - Trey Barnett
- Mitch Pileggi - Bonham Walker
- Odette Annable - Geraldine "Geri" Broussard
- Genevieve Padalecki - Emily Walker
- Gavin Casalegno - Trevor Strand
- Austin Nichols - Clint West
- Dave Annable - Dan Miller
- Jake Abel - Kevin Golden